# Maresché
Maresché – miejscowość i gmina we Francji, w regionie Kraj Loary, w departamencie Sarthe.
Według danych na rok 1990 gminę zamieszkiwało 586 osób, a gęstość zaludnienia wynosiła 39 osób/km² (wśród 1504 gmin Kraju Loary, Maresché plasuje się na 795. miejscu pod względem liczby ludności, natomiast pod względem powierzchni na miejscu 775.).